# Santa Fe, Granada
Santa Fe là một đô thị trong tỉnh Granada, Tây Ban Nha.
37°11′B 3°43′T / 37,183°B 3,717°T